# William Binney

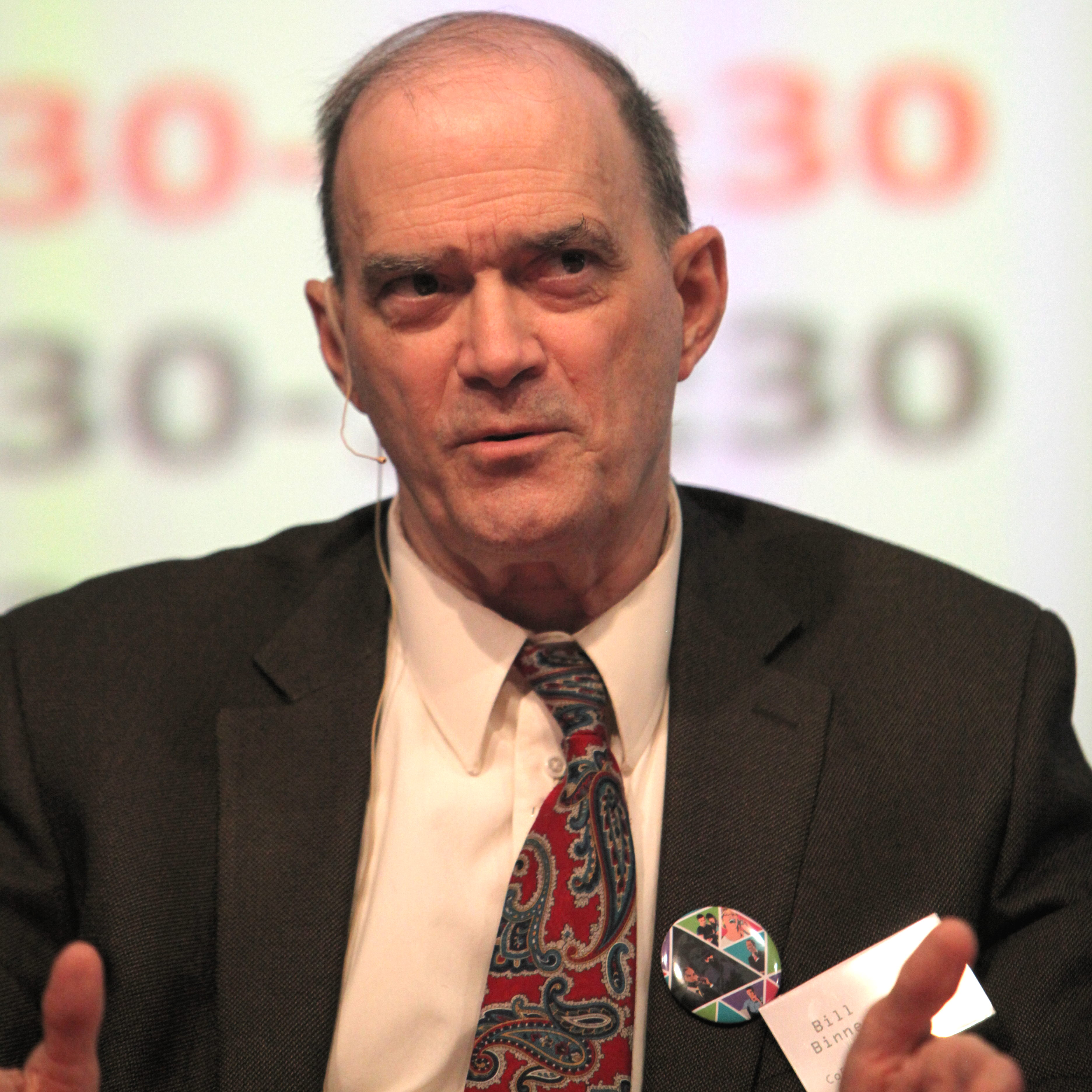
William Binney (2013)

William Binney (William Edward „Bill“ Binney; * 1. September 1943 in Pennsylvania, USA) ist ein ehemaliger US-amerikanischer Nachrichtendienst-Mitarbeiter und Technischer Direktor der National Security Agency (NSA).
Seit Januar 2015 ist er Träger einer Auszeichnung der Sam Adams Associates for Integrity in Intelligence. Er entwickelte die Software ThinThread für die NSA, die als Blaupause für deren aktuelle Analysetechniken gilt.
Am 31. Oktober 2001 schied er nach 37-jähriger Arbeit für die NSA aus Protest gegen die Datensammelpraxis aus dem Dienst aus und wurde zum Whistleblower. Wegen der Wende der NSA hin zum Prinzip der Massenüberwachung im Gefolge der Anschläge vom 11. September 2001 quittierte er den Dienst bei der NSA, weil er für diese Entwicklung keine Verantwortung habe übernehmen wollen. Er war zuletzt als technischer Direktor für die Systeme zur Datensammlung und zur Filterung relevanter Informationen zuständig. Ihn empörte die illegale Nutzung der NSA-Daten innerhalb der US-Justizbehörden und anderer Institutionen, die den Rechtsstaat, die Demokratie aushöhlten. Nur wenige Tage nach den Anschlägen war ein entsprechender Vorschlag des damaligen NSA-Chefs Michael Hayden von US-Präsident George W. Bush und seinem Vize Dick Cheney angenommen worden. Damit sind, nach Binneys Ansicht, alle Schleusen zur Speicherung und Totalüberwachung geöffnet worden. Auf diese Weise ist spätestens ab Herbst 2001 eingetreten, was nach Ansicht Binneys die Gründerväter der USA exakt hatten verhindern wollen: dass ein Staat entsteht, der über alle seine Staatsbürger jede Information sammelt und im Zweifel auch gegen sie verwendet.
2007 stürmte eine Gruppe von bewaffneten FBI-Agenten seine Wohnung, Binney berichtete, dass „die NSA und das FBI damals Anklagepunkte gegen meine Kollegen und mich fingierten, sodass sie einen Haftbefehl bekamen.“ Seit Mai 2011 macht Binney auf die Datensammelwut der NSA aufmerksam.
Im Dezember 2012 hielt er zusammen mit Thomas Drake einen Vortrag auf dem 29. Chaos Communication Congress des Chaos Computer Clubs in Hamburg, bei dem er unter anderem darlegte, dass allein der US-Telekommunikationsriese AT&T die NSA täglich mit mehreren hundert Millionen Nutzerspuren versorge.
Zusammen mit J. Kirk Wiebe und Thomas Drake, wie er ehemalige NSA-Mitarbeiter, die seit Jahren kritisch gegenüber den Überwachungsprogrammen der NSA sind, bestätigte er die im Juni 2013 durch den Whistleblower Edward Snowden öffentlich gewordenen umfangreichen Überwachungspraktiken der NSA in der Überwachungs- und Spionageaffäre 2013. Nachdem sie als Kriminelle verdächtigt wurden und ihre Karriere und Reputation verloren hatten, sehen sie sich durch die von Snowden geleakten Dokumente bestätigt.
Am 3. Juli 2014 war Binney der erste Zeuge, der vor dem NSA-Untersuchungsausschuss aussagte. Binney hatte schon vorher in der ARD bestätigt, was die NSA immer bestritten hat: Es werden nicht nur allgemeine Verbindungsdaten ausgespäht, sondern eben auch konkrete Inhalte von Telefongesprächen und E-Mails: „Es geht um Inhalte. Wenn Sie zehn Milliarden Dollar in eine Geheimdienstbehörde investieren, dann ist das genug Geld, um ein ganzes Imperium zu gründen, das Daten sammelt. Genau das ist passiert.“ Er nutzte seine fünfstündige Befragung vor dem Ausschuss für eine Abrechnung mit den Methoden der NSA, die er als Behörde schilderte, die beim Sammeln von Daten jedes Maß verloren hat und massenhaft die Freiheitsrechte der Bürger verletzt.
Was die NSA mache, „widerspricht unserer Verfassung“, betonte Binney. Im Kern wolle der Geheimdienst „über jeden alles wissen“, es gehe darum, Daten über jedermann zusammenzutragen: „Wir haben uns wegbewegt von der Sammlung dieser Daten hin zur Sammlung von Daten der sieben Milliarden Menschen unseres Planeten.“ Insofern könne jeder Bürger in den USA und im globalen Rahmen ins Visier der NSA geraten, obwohl es doch ein „Recht auf Privatheit“ gebe. Er sprach von einem „Angriff auf Individuen“. Kurz vor Binneys Befragung war bekannt geworden, dass die NSA gezielt Menschen ausspäht, die sich mit Verschlüsselung und Anonymisierung im Internet beschäftigen. Wie der NDR und der WDR berichteten, geriet der Erlanger Student Sebastian Hahn ins Visier der NSA, weil er einen Server für Tor, ein Netzwerk zur Anonymisierung von Verbindungsdaten im Internet, betreibt. Binney bezeichnete den Bericht in seiner Anhörung als plausibel.
Binney erklärte, dass quasi alle Daten, die Deutschland durchqueren, auch durch die NSA und den deutschen Bundesnachrichtendienst (BND) aufgegriffen würden – oder auch von der NSA allein. Binney berichtete auch von einer intensiven Zusammenarbeit mit dem BND, der habe teilweise Zugang zu Ausspähtechniken der NSA gehabt.
Seine massive Kritik ging so weit, dass er der NSA einen „totalitären Ansatz“ vorwarf, der auf die „Kontrolle der gesamten Bevölkerung“ abziele: „So etwas ist ansonsten nur von Diktaturen bekannt.“ Die NSA habe die Anschläge als Rechtfertigung genutzt, um eine gigantische Massenüberwachung zu starten. Dieses Vorgehen richte sich auch gegen die eigene Bevölkerung und stelle die „größte Bedrohung der Demokratie seit dem Amerikanischen Bürgerkrieg“ dar, gefährde aber zudem weltweit Demokratien.
In dem vom SWR2 nach Offenlegung des NSA-Programms PRISM durch Edward Snowden und der öffentlichen Kritik am Verhalten der NSA produzierten Hörfunk-Feature Spitzelnde Freunde – Deutschland und der amerikanische Geheimdienst NSA wirkte er als Interview-Partner mit.
Im August 2014 gehörte Binney zu den Unterzeichnern eines offenen Briefes an Angela Merkel der Gruppe von ehemaligen US-Geheimdienstmitarbeitern „Veteran Intelligence Professionals for Sanity“ (VIPS), in dem sie davor warnten, aus US-Geheimdienstfotos vorschnell auf eine Invasion der Ostukraine durch das russische Militär zu schließen.

## Auszeichnungen
- 2015: Sam Adams Award für Integrität im Nachrichtendienst